# قط بري إفريقي جنوبي
القط البري الإفريقي الجنوبي (الاسم العلمي: Felis lybica cafra) المعروف أيضًا باسم قطة الأدغال. هو نويع من القطط البرية الإفريقية موطنه جنوبي إفريقيا وشرقها. وفي سنة 2007، اُعترف به مبدئيًا على أنه نويعة متميزة على أساس التحليل الجيني. تشير الأدلة المورفولوجية إلى أن الانقسام بين نويعات القطط البرية الإفريقية في إفريقيا حدث في تنزانيا وموزمبيق. يتميز جسد القط البري الإفريقي الجنوبي بخطوطه العمودية، ولكنها يمكن أن تختلف من باهتة إلى فاتحة اللون تمامًا. الذيل محاط باللون الأسود في بعض أجزاءه والأطرف سوداء بالكامل. الذقن والحنجرة بيضاء اللون والصدر عادة أشحب من باقي الجسم. القدمين سوداء اللون من الأسفل. هناك نوعين من الألوان؛ رمادي حديدي، مع بقع سوداء وبيضاء، ورمادي مصفر، مع بقع سوداء أقل وأكثر مصفرة. في المظهر، يشبه إلى حد كبير القطط المنزلية، على الرغم من أن الأرجل أطول نسبيًا. السمة الأكثر تميزًا هي اللون البني المحمر الغني على ظهر الأذنين وفوق البطن وعلى الأرجل الخلفية. يبلغ طول جسمه 46-66.5 سنتيمتر (18.1-26.2 بوصة) وذيل بطول 25-36 سنتيمتر (9.8-14.2 بوصة)؛ وتزن ما بين 2.4-5.5 كجم (5.3-12.1 رطلاً).